# Junggang
Junggang est un chef-lieu d'arrondissement (gun) du Jagang, en Corée du Nord, situé à 185 km de route au nord de Kanggye, la capitale provinciale.

## Géographie

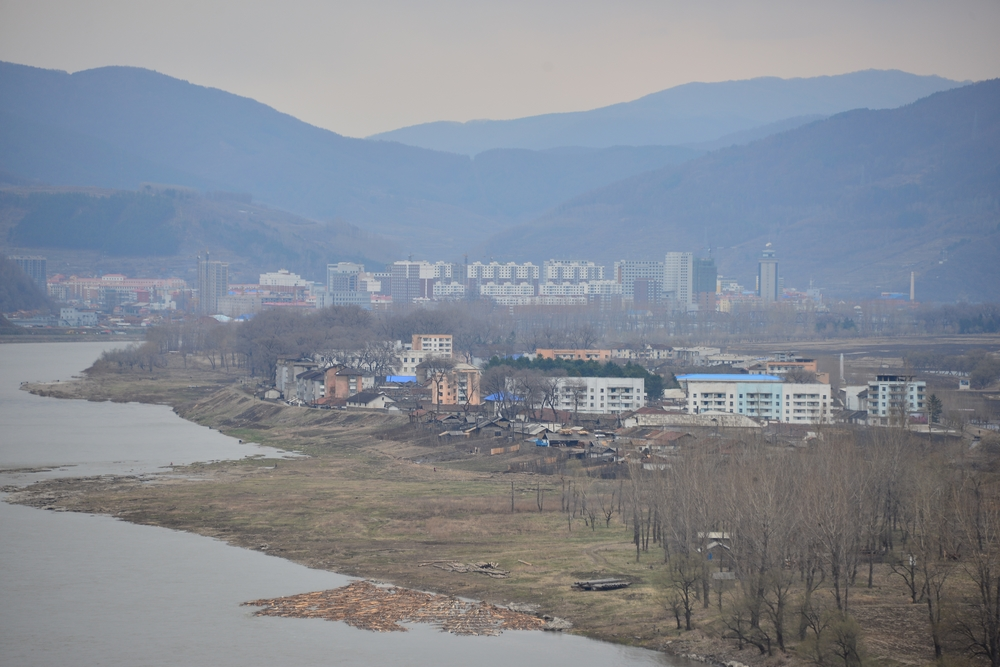
Junggang-up au premier plan et Linjiang à l'arrière-plan

Junggang-up est située au bord du Yalou à une altitude de 320 m, presque en face de la ville chinoise de Linjiang à laquelle elle est reliée par un pont construit en 1938 sous l'administration japonaise. Au nord, le Yalou forme la limite de l'arrondissement et la frontière avec la Chine jusqu'au lac du barrage de Yunfeng. La limite sud est formée par des montagnes desquelles s'écoulent le Junggang-chon et le Honae-gang qui se jettent dans le Yalou respectivement à Jungsang-ri et à Hoha-gu. Le point culminant est situé au sommet du Hyangnaebong (향내봉) à 1365 m d'altitude. Les autres montagnes notables sont le Sindoknamsan (신덕남산, 1310 m), le Haksongsan (학성산, 1276 m) et le Paeksolbong (백설봉, 1222 m). Malgré la faible altitude des montagnes, le terrain est très escarpé avec seulement 14% de plaines et 58% de zones où les pentes dépassent 25°. L'Osudoksan, un plateau de basaltes de 17 km² culminant à 800 m d'altitude s'étend dans le nord entre le Yalou et le Junggang-chon. La forêt de pins d'Osudok, plantée vers 1920 sur son versant sud, a été classée réserve naturelle (64 ha).

L'arrondissement est couvert à 84% par la forêt, essentiellement des noyers de Mandchourie, des chênes de Mongolie, des bouleaux argentés, des pins rouges et des pins blancs de Corée ainsi que des épicéas du Japon. Les feuillus dominent en dessous de 800 m d'altitude. Au dessus, ce sont les conifères et les genévriers.
Les terres agricoles couvrent 6,6% de l’arrondissement dont 80% de champs (maïs, pommes de terre, blé, orge, soja) et 16% de rizières, principalement près des rivières. Il y a 2,4% de mûriers sur les pentes des montagnes pour la sériciculture. C'est un centre d'importance nationale pour la production de métaux non ferreux, avec notamment des mines de cuivre.
Junggang est soumis à un climat continental avec des étés humides et une forte amplitude thermique (Dwa selon Köppen). Les hivers sont très rigoureux mais ensoleillés  avec des températures minimales moyennes de -28,8 °C en janvier et les températures journalières moyennes sont négatives de novembre à mars.
| Mois                                  | jan.            | fév.            | mars            | avril          | mai            | juin           | jui.           | août          | sep.           | oct.             | nov.           | déc.             | année           |
| ------------------------------------- | --------------- | --------------- | --------------- | -------------- | -------------- | -------------- | -------------- | ------------- | -------------- | ---------------- | -------------- | ---------------- | --------------- |
| Température minimale moyenne (°C)     | −28,8           | −24,3           | −10,8           | −0,3           | 6,7            | 12,7           | 17,7           | 17            | 8,5            | 0,1              | −8,8           | −22,3            | −2,7            |
| Température moyenne (°C)              | −19,5           | −14,5           | −3,4            | 7              | 14             | 18,8           | 22,6           | 21,7          | 14,3           | 6,5              | −3,3           | −15              | 4,1             |
| Température maximale moyenne (°C)     | −12,3           | −6,2            | 2,8             | 13,9           | 20,9           | 25,9           | 29             | 28,3          | 22,1           | 15               | 3,5            | −8,6             | 11,2            |
| Record de froid (°C) date du record   | −37,2 23/1/1958 | −36,1 12/2/1964 | −32,2 12/3/1957 | −12,8 1/4/1957 | −5,2 11/5/1986 | 4,5 9/6/2017   | 9 4/7/1980     | 4,1 30/8/2017 | −2,5 27/9/1987 | −13,2 31/10/2015 | −30 25/11/1959 | −36,1 31/12/1960 | −43,6 23/1/1958 |
| Record de chaleur (°C) date du record | 6 22/1/2019     | 12,5 23/2/2019  | 21,5 26/3/2018  | 31 30/4/2015   | 34 13/5/1974   | 36,1 17/6/1962 | 40,2 30/7/2018 | 39 2/8/2018   | 31 14/9/2001   | 30,3 1/10/2019   | 19 4/11/1979   | 10,2 3/12/1989   | 40,2 30/7/2018  |
| Ensoleillement (h)                    | 151             | 158             | 188             | 184            | 192            | 168            | 155            | 149           | 148            | 169              | 130            | 128              | 1 920           |
| Précipitations (mm)                   | 10,4            | 10,5            | 23,1            | 43,3           | 77,6           | 114,5          | 193,5          | 184,7         | 77,1           | 41,7             | 29,5           | 18,4             | 824,3           |

## Subdivisions administratives

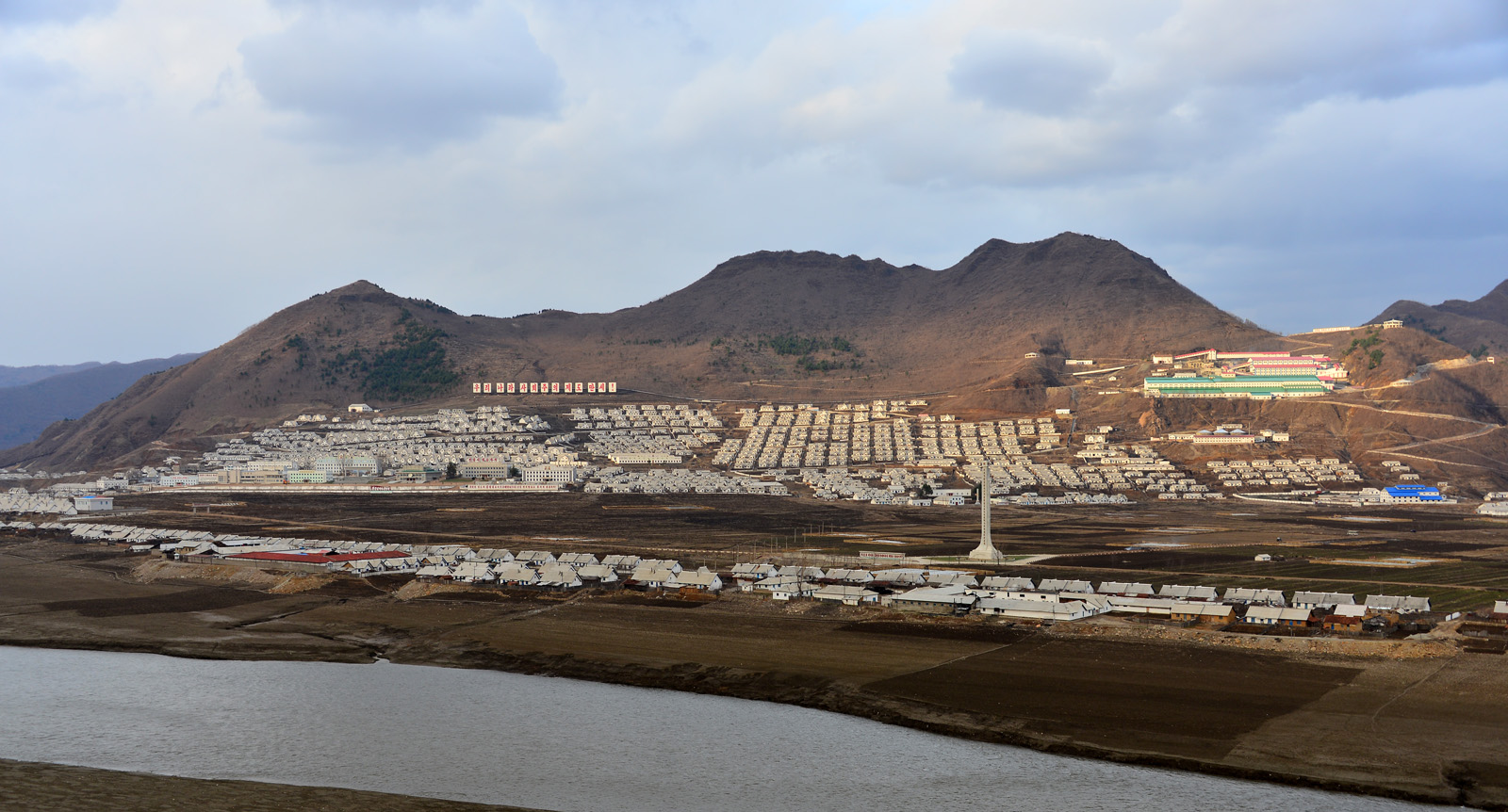
Hoha et sa mine de cuivre

L'arrondissement de Junggang a été créé en 1952 par scission de celui de Jasong. À la suite de fusions, le nombre de villages a été divisé par deux en 1969. En 2003, il rassemble un bourg (up), un district de travailleurs (rodongjagu) et 8 villages (ri). Avec 41 022 habitants (2008) sur 668 km², soit 38 km d'est en ouest et 20 km du nord au sud, la densité est de 61 hab/km².
- Junggang-up (중강읍)
- Hoha-rodongjagu (호하로동자구), fusionné avec Hosang-ri (호상리) et Honam-ri (호남리) en 1969
- Jungsang-ri (중상리), fusionné avec Manhung-ri (만흥리) en 1969
- Konha-ri (건하리), fusionné avec Sindok-ri (신덕리) en 1969
- Janghung-ri (장흥리)
- Sangjang-ri (상장리)
- Jungdok-ri (중덕리)
- Jangsang-ri (장성리), fusionné avec Wondong-ri (원동리) en 1969
- Thosong-ri (토성리)
- Osu-ri (오수리), fusionné avec Sokju-ri (석주리), Toksam-ri (덕삼리), Jinphyong-ri (진평리) et Chodang-ri (초당리) en 1969

## Histoire et culture
A Jungdok-ri, des fossiles de végétaux datant du Jurassique moyen (200 millions d'années) ont été retrouvés dans un très bon état de conservation, notamment des prêles. De même, des vestiges de l'âge de bronze ont été découverts à Thosong-ri.
Le château d'Uye à Thosong-ri et celui de Ryoyon à Jungdok-ri ont été classés monuments historiques n° 202 et 203.
Junggang présente plusieurs sites révolutionnaires, en particulier en l'honneur de Kim Hyong-jik, le père de Kim Il-sung, le premier président de la Corée du Nord, qui a vécu ici du 7 juillet 1918 à fin juillet 1919. Il s'agit notamment de l'auberge, de la poste, de la pharmacie et de l'église Tonggu ainsi que de l'école privée Sinsong. Un musée lui est dédié depuis 1955. Il accueille près de 1000 visiteurs par jour en juin.